# Lobeza lateralis
Lobeza lateralis är en fjärilsart som beskrevs av Walker 1856. Lobeza lateralis ingår i släktet Lobeza och familjen tandspinnare. Inga underarter finns listade i Catalogue of Life.